# ローシュ・ハッシャーナー

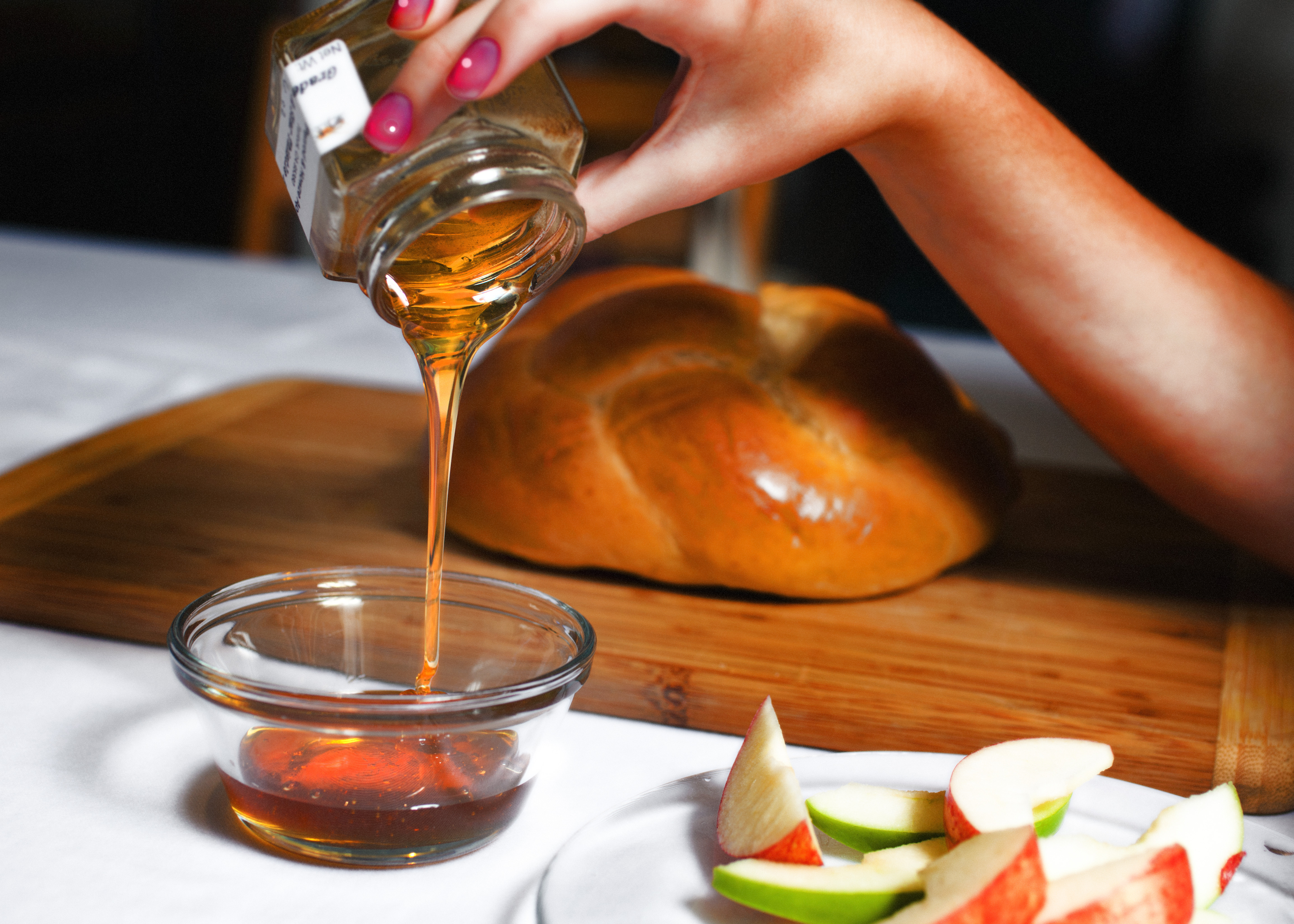
蜂蜜とリンゴ、特に蜂蜜に浸したリンゴは、ユダヤ教の新年の祝日であるロシュ・ハシャナのシンボルの一つです。

ローシュ・ハッシャーナー（ティベリア式ヘブライ語ראש השנה, Rō’š hašŠānāh, ラテン語 Exordium Anni）はユダヤ暦の新年祭。年(haŠanah)の頭(roš)という意味である。ロシュ・ハシャナとも表記される。ハショノ（haŠonoh）はイディッシュ的発音である。
広義には、ティシュリーの月1日から10日のヨーム・キップールまで続く期間を指すが、狭義には特に1日・2日を指す。
```
「
主
は
モーセ
に仰せになった。
イスラエルの人に告げなさい。
第七の月の一日は安息の日（
安息日
ではない）として守り、角笛を吹き鳴らして記念し、
聖なる
集会
の日としなさい。あなたたちはいかなる
仕事
もしてはならない。
燃やして主にささげる献げ物を携えなさい。

主はモーセに仰せになった。
第七の月の十日は
贖罪日
である。聖なる集会を開きなさい。
あなたたちは
苦行
をし、燃やして主にささげる献げ物を携えなさい。
この日にはいかなる仕事もしてはならない。この日は贖罪日であり、
あなたたちの
神
、主の御前においてあなたたちのために
罪
の贖いの
儀式
を行う日である。…」
（
レビ記
23:23〜28）
```

ティシュリーの月1日にラビがシナゴーグで角笛（ショーファール、ラッパ）を吹く。安息日には楽器を演奏しない、というミツワーがあるため、ロシュ・ハシャナの初日が安息日に当たる場合、2日目に角笛を吹く。この際、テキヤ、テルア、シェバリーム、などといった独特の吹き方をする。
イスラエルでは、祝日の期間は新聞・官公庁・ほとんどの会社も休みとなる。
「年の頭」に因んで魚の頭を食べたり、甘い（良い）新年を願って、蜂蜜をかけたリンゴ・パン、ツィメス・柘榴などが食べられる。また、ユダヤ教徒用のいわゆる「年賀状」であるローシュ・ハ・シャナーを祝祭する手紙には、原則として蜂蜜がかけられているリンゴが描かれていることが多く、その手紙はユダヤ暦で「1月」に相当するティシュレー月の初旬だけではなくユダヤ暦で「12月」に相当するエルール月の月末ごろから送られることがある。そして、ユダヤ教徒のあいだにおける新年の挨拶はヘブライ語で「良い年」を意味する「シャナー・トバー(שנה טובה)」である。
前述のヨーム・キップールまでの10日間は「畏れの日々 Yamim Nora'im」であり、敬虔なユダヤ教徒は悔い改めをしたり、和解をしたりする。

## タシュリーフ Tašlikh
```
「あなたのような神が他にあろうか
咎を除き、
罪
を赦される神が。
神は御自分の嗣業の民の残りの者に
いつまでも怒りを保たれることはない
神は慈しみを喜ばれるゆえに。
嗣業の民の残りのものに、
主は再び我らを憐れみ
我らの咎を抑え
すべての罪を海の深みに投げ込まれる。
どうか、
ヤコブ
にまことを

アブラハム
に慈しみを示してください
その昔、我らの父祖にお誓いになったように」（
ミカ書
7:18-20）
```

1日の午後には水のある場所（海岸、橋の上など）に行き、上記の箇所を朗読し、ポケットの中にあるごみ（作ったもの）を捨てる。15世紀以来の習慣。

## 対照表
| ユダヤ暦の年 | 日没後に開始     | 日没前に終了     |
| ------------ | ---------------- | ---------------- |
| 5763年       | 2002年 - 9月6日  | 2002年 - 9月8日  |
| 5764年       | 2003年 - 9月26日 | 2003年 - 9月28日 |
| 5765年       | 2004年 - 9月15日 | 2004年 - 9月17日 |
| 5766年       | 2005年 - 10月3日 | 2005年 - 10月5日 |
| 5767年       | 2006年 - 9月22日 | 2006年 - 9月24日 |
| 5768年       | 2007年 - 9月12日 | 2007年 - 9月14日 |
| 5769年       | 2008年 - 9月29日 | 2008年 - 10月1日 |
| 5770年       | 2009年 - 9月18日 | 2009年 - 9月20日 |
| 5771年       | 2010年 - 9月8日  | 2010年 - 9月10日 |
| 5772年       | 2011年 - 9月28日 | 2011年 - 9月30日 |
| 5773年       | 2012年 - 9月16日 | 2012年 - 9月18日 |
| 5774年       | 2013年 - 9月4日  | 2013年 - 9月6日  |
| 5775年       | 2014年 - 9月24日 | 2014年 - 9月26日 |
| 5776年       | 2015年 - 9月13日 | 2015年 - 9月15日 |
| 5777年       | 2016年 - 10月2日 | 2016年 - 10月4日 |
| 5778年       | 2017年 - 9月20日 | 2017年 - 9月22日 |
| 5779年       | 2018年 - 9月9日  | 2018年 - 9月11日 |
| 5780年       | 2019年 - 9月29日 | 2019年 - 10月1日 |
| 5781年       | 2020年 - 9月18日 | 2020年 - 9月20日 |
| 5782年       | 2021年 - 9月6日  | 2021年 - 9月8日  |
| 5783年       | 2022年 - 9月25日 | 2022年 - 9月27日 |
| 5784年       | 2023年 - 9月15日 | 2023年 - 9月17日 |
| 5785年       | 2024年 - 10月2日 | 2024年 - 10月4日 |
| 5786年       | 2025年 - 9月22日 | 2025年 - 9月24日 |
| 5787年       | 2026年 - 9月11日 | 2026年 - 9月13日 |
| 5788年       | 2027年 - 10月1日 | 2027年 - 10月3日 |
| 5789年       | 2028年 - 9月20日 | 2028年 - 9月22日 |
| 5790年       | 2029年 - 9月9日  | 2029年 - 9月11日 |
| 5791年       | 2030年 - 9月27日 | 2030年 - 9月29日 |

### 注意
- ユダヤ暦では日没で日が改まる。例えば2016年のRosh Hashana第1日は、10月2日の日没から10月3日の日没までである。
- また、上記の表では西暦2021年の場合、Rosh Hashanaは2021年9月6日の日没から9月8日の日没までであるが、たとえば2021年の駐日イスラエル大使館のカレンダーでは、9月7日から8日までと簡略に記されている。[2]